# Serrasalmus altispinis
Serrasalmus altispinis är en fiskart som beskrevs av Merckx, Jégu och Santos 2000. Serrasalmus altispinis ingår i släktet Serrasalmus och familjen Characidae. Inga underarter finns listade i Catalogue of Life.